# Casey (Familienname)
Casey ist ein englischer Familienname.

## Namensträger
- Adam Casey (* 1986), australischer Fußballspieler
- Al Casey (Jazzmusiker) (1915–2005), US-amerikanischer Jazzgitarrist
- Al Casey (Rockmusiker) (1936–2006), US-amerikanischer Rockmusiker
- Albert Vincent Casey (1920–2004), US-amerikanischer Manager, United States Postmaster General
- Alistair Casey (* 1981), schottischer Badmintonspieler
- Aoife Casey (* 1999), irische Ruderin
- Bernie Casey (1939–2017), US-amerikanischer Schauspieler und Footballspieler
- Bob Casey (Musiker) (1909–1986), US-amerikanischer Jazzmusiker
- Brendan Casey (* 1977), australischer Segler
- Caroline Casey (* 1994), US-amerikanische Fußballspielerin
- Charles Casey (1895–1952), irischer Jurist, Generalstaatsanwalt und Richter
- Conor Casey (* 1981), US-amerikanischer Fußballspieler
- Craig Casey (* 1999), irischer Rugby-Union-Spieler
- Daniel Casey (Maler) (1820–1885), US-amerikanischer Historienmaler
- Daniel Casey (Schauspieler) (* 1972), britischer Schauspieler
- Daniel Casey (Drehbuchautor) (* 1981), US-amerikanischer Drehbuchautor
- Denmark Casey (Fußballspieler, 1971) (* 1971), belizischer Fußballspieler
- Denmark Casey (Fußballspieler, 1994) (* 1994), belizischer Fußballspieler
- Dillon Casey (* 1983), US-amerikanisch-kanadischer Schauspieler
- Dwane Casey (* 1957), US-amerikanischer Basketballtrainer
- E. Thomas Casey (1924–2005), US-amerikanischer Architekt
- Eamon Casey (auch Eamonn Casey; 1927–2017), irischer römisch-katholischer Bischof
- Edward S. Casey (* 1939), US-amerikanischer Philosoph und Hochschullehrer
- Floyd Casey (1900–1967), US-amerikanischer Jazzmusiker
- Gavin Casey (1907–1964), australischer Schriftsteller
- Gene Casey (1933–2003), US-amerikanischer Jazzpianist
- George Casey (Regisseur) (1933–2017), US-amerikanischer Regisseur, Produzent und Drehbuchautor
- George Elliott Casey (1850–1903), kanadischer Journalist und Politiker
- George W. Casey senior (1922–1970), US-amerikanischer General
- George W. Casey junior (* 1948), US-amerikanischer General
- Gilbert Casey (1856–1946), australischer Utopist, Journalist und Arbeiterführer
- Helen Casey (* 1974), britische Ruderin
- Howie Casey (* 1937), britischer Saxofonist
- James Vincent Casey (1914–1986), US-amerikanischer Bischof
- Jacqueline Casey (1927–1992), US-amerikanische Grafikdesignerin
- Jane Casey (* 1977), irische Schriftstellerin
- Joe Casey, US-amerikanischer Comicautor
- John Casey (1820–1891), irischer Mathematiker
- John Casey (Autor) (* 1939), US-amerikanischer Autor
- John J. Casey (1875–1929), US-amerikanischer Politiker
- Jon Casey (* 1962), US-amerikanischer Eishockeytorwart
- Joseph Casey (Politiker) (1814–1879), US-amerikanischer Politiker (Pennsylvania)
- Joseph E. Casey (1898–1980), US-amerikanischer Politiker (Massachusetts)
- Julian Casey, kanadischer Schauspieler und Synchronsprecher
- Jurrell Casey (* 1989), US-amerikanischer American-Football-Spieler
- Karan Casey (* 1969), irische Folkmusikerin
- Karen Casey (1956–2021), australische Künstlerin
- Kathryn Casey, US-amerikanische Journalistin und Schriftstellerin
- Kellie Casey (* 1965), kanadische Skirennläuferin
- Kellogg Casey (1877–1938), US-amerikanischer Sportschütze
- Ken Casey (* 1969), US-amerikanischer Bassist
- Kevin Casey (* 1940), irischer Autor
- Kimberley Casey, US-amerikanische Filmproduzentin, Filmregisseurin und Filmschauspielerin
- Levi Casey (Politiker) (1752–1807), US-amerikanischer General und Politiker
- Levi Casey (Leichtathlet) (1904–1983), US-amerikanischer Dreispringer
- Luis Morgan Casey (1935–2022), US-amerikanischer Geistlicher, Apostolischer Vikar von Pando
- Lyman R. Casey (1837–1914), US-amerikanischer Politiker
- Michael Casey (* 1942), australischer römisch-katholischer Trappist und spiritueller Autor
- Owen Casey (* 1969), irischer Tennisspieler
- Pat Casey (* 1962), irischer Politiker (Fianna Fáil)
- Patrick Joseph Casey (1913–1999), Bischof von Brentwood
- Paul Casey (Literaturwissenschaftler) (* 1942), US-amerikanischer Literaturwissenschaftler
- Paul Casey (Golfspieler) (* 1977), britischer Golfspieler
- Richard Casey, Baron Casey (1890–1976), australischer Politiker und Außenminister
- Robert Casey (Schauspieler) (* 1927), US-amerikanischer Schauspieler
- Robert Casey (Bischof) (* 1967), US-amerikanischer Geistlicher, römisch-katholischer Erzbischof von Cincinnati
- Robert Leon Casey, US-amerikanischer Schauspieler
- Robert P. Casey (Robert Patrick Casey Sr.; 1932–2000), US-amerikanischer Politiker
- Robert Patrick Casey Jr. (* 1960), US-amerikanischer Politiker, siehe Bob Casey
- Robert Pierce Casey (1897–1959), US-amerikanischer Kirchenhistoriker
- Robert R. Casey (1915–1986), US-amerikanischer Politiker
- Samuel L. Casey (1821–1902), US-amerikanischer Politiker
- Seán Casey (Politiker) (1922–1967), irischer Politiker
- Sean Casey (Regisseur) (* 1967), US-amerikanischer Regisseur und Kameramann
- Sean Casey (Rugbyspieler) (* 1971), britischer Rugbyspieler
- Sean Casey (Ruderer) (* 1978), irischer Ruderer
- Sieruan Casey (1962–2022), deutsch-irakischer Schauspieler, Moderator, Sänger und Lehrer
- Solanus Casey (1870–1957), US-amerikanischer römisch-katholischer Kapuziner und Seliger
- Sue Casey (1926–2019), US-amerikanische Schauspielerin
- Susan Casey (* 1962), kanadische Journalistin und Autorin
- Terry Casey (* 1938), australischer Rugby-Union-Spieler
- Thomas Lincoln Casey (1831–1896), US-amerikanischer Brigadegeneral
- Thomas Lincoln Casey Jr. (1857–1925), US-amerikanischer Offizier und Zoologe
- Thomas Mannix Casey (1921–2003), australischer Politiker, siehe Tom Casey (Politiker)
- Thomas Casey (1924–2005), US-amerikanischer Architekt, siehe E. Thomas Casey
- Tom Casey (Politiker) (1921–2003), australischer Politiker (South Australia)
- Tom Casey (1924–2005), US-amerikanischer Architekt, siehe E. Thomas Casey
- Tommy Casey (1930–2009), nordirischer Fußballspieler und Trainer
- Warren Casey (1935–1988), US-amerikanischer Autor und Schauspieler
- William Casey (Bobfahrer), US-amerikanischer Bobfahrer
- William Francis Casey (1884–1957), englischer Journalist
- William J. Casey (1913–1987), US-amerikanischer Jurist und Regierungsbeamter
- William Robert Casey (* 1944), US-amerikanischer Bergbauingenieur und Diplomat
- Zadok Casey (1796–1862), US-amerikanischer Politiker